# Сенка ветра
Сенка ветра је роман шпанског романописца Карлоса Руиза Зафона из 2001. године. Један је од шпанских светских бестселера који се нашао на листи Њујорк тајмса најпродаванијих књига у САД. У Уједињеном Краљевству је проглашен за најчитанији роман од аутора ван енглеског говорног подручја у 2004. години, док је исте године био најпродаванији и у Немачкој у категорији књига ван немачког и енглеског говорног подручја. Сенка ветра објављена је у преко 7 милиона примерака, на 36 језика, у 40 држава широм света.
Припада серијалу Гробље заборављених књига.

### Опис романа
Роман је постављен у послератној Барселони, тиче се дечака Даниела Семпере. Одмах након рата Даниела отац води на тајно Гробље Заборављених Књига, огромну библиотеку старих, заборављених наслова, сачувану од стране одабране мањине иницираних. Према традицији, сваком иницираном на ово тајно место је дозвољено да узме једну књигу од њега и да је штити током целог живота. Даниел бира књигу „Сенка Ветра“ Хулиана Караша. Тог јутра носи књигу кући и чита је, потпуно заокупљен. Даниел затим покушава да нађе друге књиге овог непознатог аутора али не може пронаћи ниједну. Све што налази су приче о чудном човеку који себе назива Лијан Кубер, по лику у књизи који је случајно Ђаво - који је тражио Карашове књиге деценијама, све их купујући и палећи их.
Роман је заправо прича у причи. Дечак, Даниел Семпере, у својој потрази за откривањем Хулианових других радова, бива уплетен у праћење целе историје Караша. Његов пријатељ Фермин Ромеро де Торес, који је затворен и мучен у Монтхуик замку, пошто је укључен у шпијунажу против анархиста током рата – Он сам је био Владин обавештајац - помаже Даниелу на бројне начине, али њихово сондирање(пробијање) у мутну прошлост великог броја људи који су или одавно мртви или давно заборављени, ослобађа мрачне силе убилачког инспектора Фумера. 
Тако, разоткривајући дугу причу која је била сахрањена у дубинама заборава, Даниел и Фермин наилазе на љубавну причу, лепу, али проклету љубавну причу о Хулиану и Пенелопе, који су нестали од 1919. - што је, скоро тридесет година раније. Хулиан, који је био син шеширџије Антонија Фортуни и његове супруге Софи Караш (али радије је користио презиме своје мајке) и Пенелопе Алдаја, једине кћери изузетно богатог Дон Рикарда Алдаја и његове лепе и нарцисоидне америчке супруге, развили су моментално љубав једно према другом и спроводили су тајну везу само кроз необавезне сакривене погледе и сакривене осмехе око четири године, након чега су одлучили да побегну у Париз, несвесни да се сенке несреће затварају над њима од када су се упознали. Љубавници су осуђени на непознату судбину, само недељу дана пре њиховог бега, који је брижљиво испланирао Хулианов најбољи пријатељ, Микел Молинер - такође син богатог оца, који је зарадио много током рата, укључујући и лош углед продавца муниције. На крају је откривено да је Микел волео Хулиана више од било ког брата и на крају жртвовао сопствени живот за њега, већ напустивши све своје жеље и младост због изгубљених случајева милосрђа и благостања његовог пријатеља после његовог бекства у Париз, ипак без Пенелопе, која се никада није појавила на месту састанка. Успомене на Пенелопу стално изгарају Хулиана и то га на крају приморава да се врати у Барселону (средином 1930—их година). Међутим, он наилази на најтежу истину о Пенелопи, која није била ништа више од успомене за оне који су је познавали, јер за њу никада нису чули нити је видели после 1919. Даниел открива, из цедуљице коју је Нурија Монфорт оставио за њега, да су Хулиан и Пенелопе заправо полубрат и сестра; њен отац је имао аферу са његовом мајком и Хулиан је резултат. Најгора ствар је сазнање да су, после његовог одласка, родитељи затворили Пенелопу зато што их је било срамота њеног инцеста са Хулианом, а она је била трудна са његовим дететом. Пенелопе је родила сина по имену Давид Алдаја, који је био мртворођен. Пенелопе је умрла током порођаја, због тога што су њени родитељи игнорисали њено запомагање, и њено тело је смештено у породичној крипти заједно са њеним дететом. Када се вратио код Алдаје Мансион, Хулиан је побеснео због вести о смрти његове љубави и њиховог детета. Он мрзи сваку протраћену секунду живота без Пенелопе и још више мрзи све његове књиге. Он почиње да пали све његове романе и назива себе Лијан Кубер.
По завршетку читања књиге, Даниел се жени са Беатрис „Беа“ Агуилар, коју је волео дуго времена, 1956. убрзо после тога, Беа рађа сина. Даниел даје име свом сину Хулиан Семпере, у част Хулиану Карашу. Године 1966, Даниел води Хулиана на Гробље Заборављених Књига где се чува „Сенка ветра“.

### Ликови
Даниел Семпере
- Главни лик приче. Син власника књижаре. Након посете Гробљу Заборављених Књига и бирању Сенке Ветра Хулиана Караша, Даниел схвата да би требало да цени ову књигу јер је мистериозна особа у потрази за свим Карашовим књигама, а потом их спаљује. Након читања књиге, Даниел постаје опседнут његовим неухватљивим аутором. Оно што он не схвата јесте да прича има много више него што је могао икада да сања. На врхунцу, он се жени са Беатрис и има сина по имену Хулиан, названом по Хулиану Карашу.

Томас Агуилар
- Најбољи пријатељ Даниела Семпере. Чврст и јак, веома заштитнички настројен према његовој сестри Беи, али и прилично интелигентан проналазач. Мада тих и стидљив.

Фермин Ромеро де Торес
- Присан пријатељ, и ментор Даниела Семпере. Након тешких времена и неколико година на улицама, он је добио асистенцију Даниела и Даниеловог оца, који му је дао стан и стални посао у књижари.

Беатрис Агилар
- Предмет љубави Даниела Семпере и Томасова сестра. Беа је веома лепа и млада жена, и још увек у школи. Због ње Даниел и Томас су се најпре спријатељили јер, када су њих двојица били школараци, Даниел се нашалио на Беин рачун што је проузроковало да Томас започне тучу са њим. Након што се крв осушила, они су постали најбољи пријатељи. Беин отац и брат су веома заштитнички настројени према њој и она је неколико година била верена за војног официра, непоколебљивог бранитеља Франкове диктатуре. На крају, удаје се за Даниела и постаје мајка Хулиана Семпере.

Дон Густав Барсело
- Даниелов пријатељ и његов отац. Старији мушкарац који је заљубљеник у књиге и купац истих. Он је првобитно нудио да купи "Сенку ветра" од Даниела, који одбија његову понуду. Он је, такође, очинска фигура његовој сестричини Клари.

Клара Барсело
- Нећака богатог Дон Густава Барсела, која је веома лепа, али слепа. Кроз неколико година, млади Даниел долази у кућу свог ујака да седи и чита са њом. Он развија школску љубав према њој, иако је она десет година старија од њега, али покушава да је заборави након што ју је затекао у компромитујућој позицији са њеним инструктором клавира.

Хулиан Караш
- Аутор " Сенке Ветра ". Даниел очајнички настоји да сазна истину о том мистериозном човеку: разлоге за његова путовања, истину о његовом детињству, и објашњење зашто његове књиге сви уништавају. Он се заљубљује у Пенелопе на први поглед. Њихова љубавна афера је, међутим, осуђена на пропаст од почетка, након што су сазнали да су они полубрат и сестра. Након што је, од стране њених родитеља ухваћен како води љубав са Пенелопе, он бежи у Париз. После смрти Пенелопе и њиховог сина Давида, пише серију књига и на крају нестаје без трага.

Франсиско Хавиер Фумеро
- Главни антагониста. Један чудан школски пријатељ

Хулиана Караша, који је одрастао и постао корумпирани и убилачки полицијски инспектор.
Микел Молинер
- Школски пријатељ Хулиана Караша, воли забаву и лојалан је. Све у свему, он заправо жртвује свој живот за Хулиана."

Отац Фернандо Рамос
- Школски друг Хулиана Караша, који касније постаје свештеник у њиховој старој школи. Он помаже Даниелу у његовој потрази за истином о Хулиану.

Хорхе Алдаја
- Школски друг Хулиана Караша, понекад прилично ћудљив, врло богат. Он је Пенелопин старији брат, а такође и Хулианов полубрат по њиховом оцу. Умире у Паризу 1936. године.

Пенелопе Алдаја
- Етерично лепа, лишена свега световног, она је описана као анђеоско светло. Она и Хулиан се заљубљују на први поглед. Као да је судбина већ планирала проклетство те љубави, када је откривено да су полубрат и сестра. Кад су ухваћени, на љубавном састанку са Хулианом у соби њене дадиље, Хасинте, родитељи је затварају и откривају да је трудна са Хулиановим дететом. Умире након рађања Давида, њеног и Хулиановог сина.

Хасинта Коронадо
- Одана бивша дадиља Пенелопе Алдаја, сада живи у старачком дому, помаже Даниелу у његовој потрази.

Нуриа Монфорт
- Интелигентна, 'фатална жена' која је радила у издавачкој кући где су објављене Хулианове књиге. Она је, такође, била у афери са Хулианом док је живео у Паризу, и иако се она веома заљубила у њега, он није узвратио. Даниел одлази да је посети за више информација о Хулиану, али касније схвата да га је она лагала да заштити Хулиана. Такође, она је ћерка господина Монфорта, који држи кључеве Гробља Заборављених Књига, где Даниел проналази "Сенку Ветра ". Она се удаје за Микела Молинера, Хулиановог пријатељ из детињства.